# ATP Challenger Budva
Der ATP Challenger Budva (offiziell: Budva Challenger) war ein Tennisturnier, das zwischen 1996 und 1998 im jugoslawischen Budva (heute Montenegro) stattfand. Es gehörte zur ATP Challenger Tour und wurde im Freien auf Sand gespielt.

## Liste der Sieger

### Einzel
| Jahr | Sieger             | Finalgegner       | Ergebnis          |
| ---- | ------------------ | ----------------- | ----------------- |
| 1998 | Tomas Behrend      | Fredrik Jonsson   | 3:6, 6:3, 6:2     |
| 1997 | nicht ausgetragen  | nicht ausgetragen | nicht ausgetragen |
| 1996 | Orlin Stanoitschew | Davide Scala      | 7:6, 6:1          |

### Doppel
| Jahr | Sieger                              | Finalgegner                      | Ergebnis          |
| ---- | ----------------------------------- | -------------------------------- | ----------------- |
| 1998 | Eduardo Nicolás Germán Puentes      | Emanuel Couto João Cunha e Silva | 3:6, 6:1, 6:3     |
| 1997 | nicht ausgetragen                   | nicht ausgetragen                | nicht ausgetragen |
| 1996 | Nebojša Đorđević Aleksandar Kitinov | Dušan Vemić Nenad Zimonjić       | 6:3, 6:2          |